# Hassiba Boulmerka
Hassiba Boulmerka (arabiska: حسيبة بولمرقة), född 10 juli 1968, är en algerisk före detta friidrottare (medeldistanslöpare).
Boulmerka var under mitten av 1990-talet den stora stjärnan på 1 500 meter och hon blev även den första algerier som vann OS-guld för Algeriet när Boulmerka vann 1 500 meter vid OS 1992. Dessutom lyckades hon att vinna dubbla VM-guld på 1 500 meter, både vid VM 1991 och 1995.
Under sin karriär mottog hon dödshot från radikala muslimer i sitt hemland som inte tyckte att det var rätt att kvinnor skulle tävla i friidrott. På grund av detta kunde hon inte träna i Algeriet utan flyttade sin träning till Berlin. På vägen till arenan i OS i Barcelona 1992 vaktades hon av beväpnade vakter. Hon vann finalen trots de svåra förberedelserna. Guldmedaljen var Algeriets första i OS någonsin.
Boulmerka har beskrivit sin seger i Barcelona som mer än en seger för henne själv och hennes land, utan som en triumf för kvinnor i hela världen som står upp mot sina fiender.
Boulmerka avslutade sin aktiva karriär 1997.

## Personliga rekord i urval
- 800 meter - 1.58,72 i Rom 1991
- 1 500 meter - 3.55,30 i Villeneuve d'Ascq 1992
- 1 engelsk mil - 4.20,79 i Oslo 1991
- 3 000 meter - 8.56,16 i Bryssel 1993[1]